# Carrier Onboard Delivery

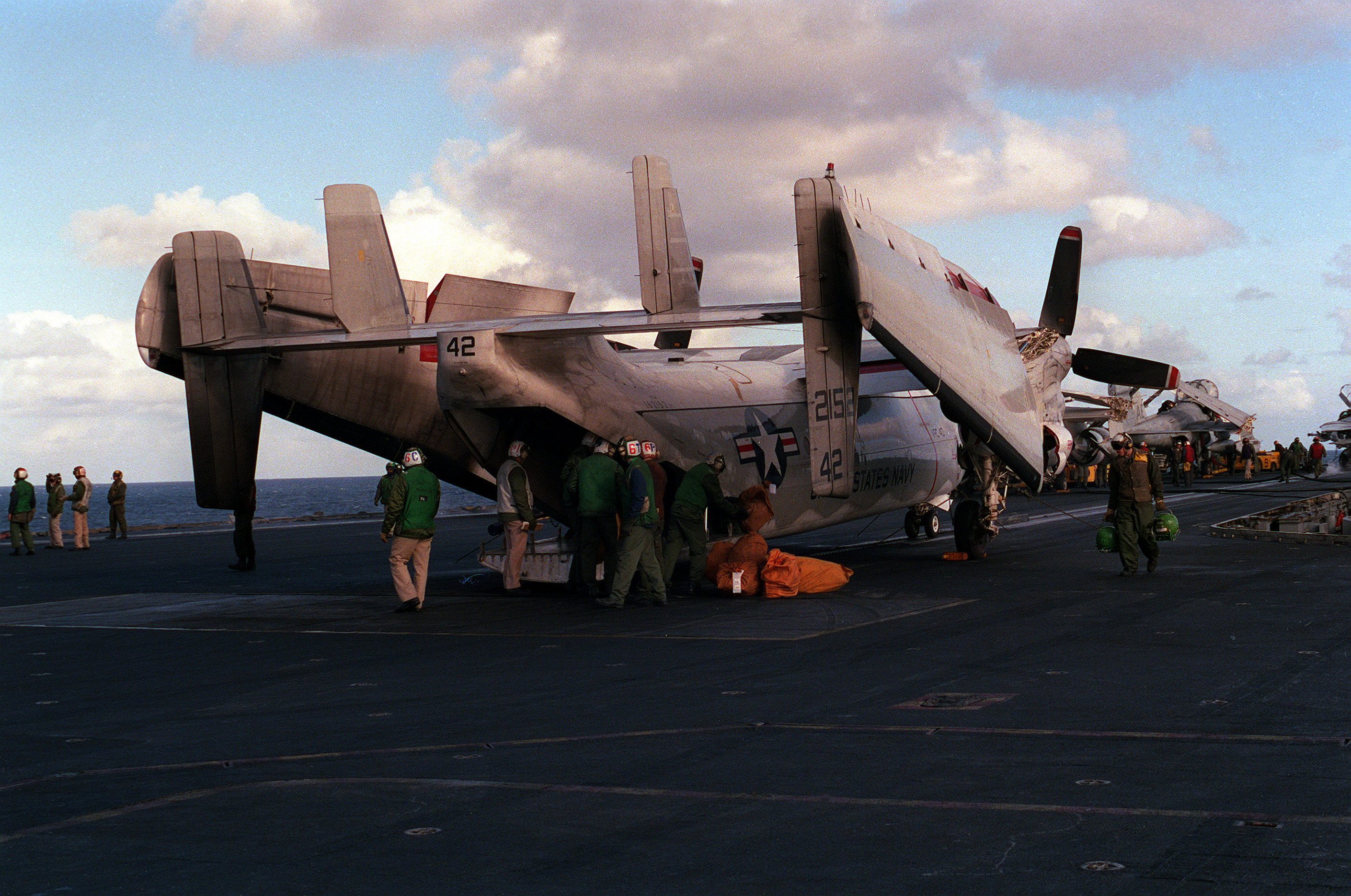
Eine C-2A wird 1988 auf der Forrestal entladen

Das Verfahren des Carrier Onboard Delivery (kurz COD) bezeichnet die Fähigkeit der US Navy, ihre Flugzeugträgerverbände auf See mit wichtigem und dringend gebrauchtem Material und Personen zu versorgen.
Das erste trägergestützte Versorgungsflugzeug war die Grumman C-1 Trader, eine aus der Grumman S-2 Tracker hervorgegangene Transportvariante.
Ihre Ablösung ist die trägergestützte Grumman C-2 Greyhound, eine aus der Grumman E-2C Hawkeye entwickelte Transportvariante. Die ursprünglichen C-2A-Einheiten sind inzwischen durch 39 verbesserte Grumman C-2A(R) – das „R“ steht für Reproduced – ersetzt worden, die ihrerseits alle ein SLEP (Service Life Extension Program) durchlaufen. Ab 2020 werden die C-2 schrittweise von CMV-22B Osprey abgelöst.